# L'Homme au sable
Pour les articles homonymes, voir L'Homme de sable (homonymie).
L'Homme au sable ou Le Marchand de sable (en allemand : Der Sandmann) est une nouvelle fantastique de E. T. A. Hoffmann parue en 1817 dans le recueil des Contes nocturnes (Nachtstücke).

## Résumé
L'étudiant Nathanaël, héros de ce conte, a été marqué dans son enfance par l'avocat Coppelius, un ami de son père qu'il croit responsable de la mort de ce dernier et qu'il identifie à l'Homme au sable. Devenu adulte, Nathanaël voit cette angoisse resurgir à la venue d’un opticien ambulant italien du nom de Coppola, qu’il prend pour Coppelius. Il lui achète une longue-vue de poche grâce à laquelle il découvre puis épie Olimpia, la fille de son professeur de physique Spalanzani qui habite de l'autre côté de la rue. Il tombe amoureux d'Olimpia. En fait, il s'agit d'un automate, auquel Spalanzani, plus alchimiste que physicien, a « donné vie » à l'aide de Coppelius. Nathanaël va-t-il sombrer dans la folie ou sera-t-il capable, avec l'aide de son ami et sa fiancée Clara, de reprendre pied dans la réalité ?

## Personnages de l'Homme au sable
- Nathanaël, jeune étudiant traumatisé depuis la mort de son père au cours d'une expérience alchimique (en présence de l'avocat Coppelius)
- Son père, qu'il ne voit presque jamais
- Sa mère et ses frères et sœurs
- Coppelius, avocat et alchimiste
- L'Homme au sable, personnage fictif associé à un alchimiste démoniaque du nom de Coppelius par le protagoniste
- Olympia (ou Olimpia dans certaines éditions), fille de Spalanzani qui se révèle être un automate créé par le physicien
- Lothaire, ami de Nathanaël et frère de Clara
- Spalanzani, professeur de physique de Nathanaël
- Clara, fiancée de Nathanaël
- Coppola, homme pris pour l’avocat Coppelius

## Analyse
Cette nouvelle aborde la fascination que peut exercer sur certains le monde familier et inquiétant des automates, supports de fantasmes souvent coupés du réel. Elle est à l'origine d'un important concept élaboré par Ernst Jentsch puis repris par Freud : l'« Unheimliche », traduit en français par « inquiétante étrangeté » par Marie Bonaparte. François Roustang lui préfère « l'étrange familier ». Quant au traducteur Olivier Mannoni, il opte pour « l'inquiétant familier » .

## Éditions françaises
- dans les Contes nocturnes (édition Phébus, Verso, 1979, traduit par Madeleine Laval)
- E.T.A. Hoffmann, L'Homme au sable in Contes fantastiques, traduit par Adolphe Loève-Veimars, 1836 ; réédition, dans Contes fantastique, tome 2, Paris Flammarion, coll. « Garner-Flammarion » no 358, 1980  (ISBN 2-08-070358-7)
- E.T.A. Hoffmann, Don Juan, suivi de Der Sandmann - Le Marchand de sable, traduit par Michel-François Demet, Paris, LGF, coll. « Livre de poche. Bilingue: Les langues modernes » no 8378, 1991  (ISBN 2-253-05554-9), p. 75 - 188
- Sigmund Freud, L'Inquiétant familier, suivi de E.T.A. Hoffmann Le Marchand de sable, traduit par Olivier Mannoni, préface de Simone Korff-Sausse, Paris, Payot, coll. « Petite Bibliothèque Payot », 2011  (ISBN 978-2-228-92269-2)
- E.T.A. Hoffmann, Der Sandmann - Le Marchand de sable, traduit par Philippe Forget, Paris, Gallimard, coll. « Folio bilingue » no 134, 2005  (ISBN 978-2-070-30829-3)
- E.T.A. Hoffmann, Le Marchand de sable, traduit par Henry Egmont, Paris, Éditions Sillage, 2018  (ISBN 979-10-91896-78-8)